# Kirsten Flagstad

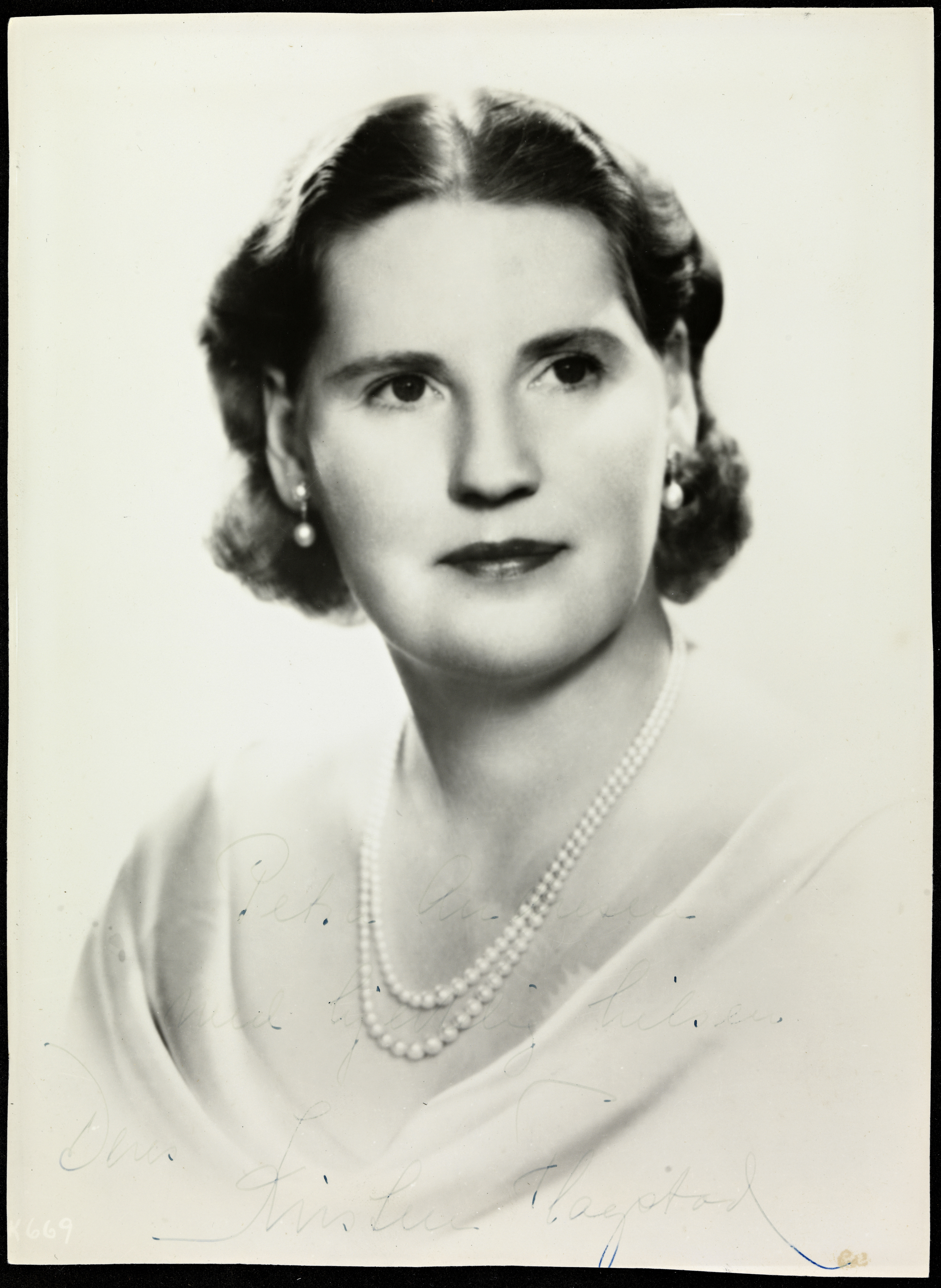
Kirsten Flagstad zur Zeit des Zweiten Weltkriegs

Kirsten Malfrid Flagstad (* 12. Juli 1895 in Hamar; † 7. Dezember 1962 in Oslo) war eine norwegische Sängerin (hochdramatischer Sopran). Sie gilt als eine der größten Wagner-Interpretinnen überhaupt.

## Leben
Sie wuchs in einer Musikerfamilie auf: ihr Vater, Michael Flagstad (1869–1930), war Dirigent und Geiger, ihre Mutter, Marie Flagstad Johnsrud, Pianistin. Ihr Debüt auf der Bühne gab sie bereits 1913 im Nationaltheater in Oslo mit der Rolle der Nuri in Eugen d’Alberts Oper Tiefland.
Nach dem Studium in Stockholm sang sie mehrere Jahre Operetten in Oslo, Göteborg (seit 1928 am dortigen Storm-Theater) und auf Tourneen in Frankreich. Nach ihrer zweiten Eheschließung zog sie sich für einige Zeit ins Privatleben zurück. 1932 kehrte sie auf die Bühne zurück und bekam nach Fürsprache von Ella Gulbranson, einer norwegischen Sängerin, Auftritte bei den Richard-Wagner-Festspielen in Bayreuth. Sie sang 1933 Ortlinde in Die Walküre und die dritte Norne in  Götterdämmerung. 1934 sang sie dort ebenfalls, sie gab die Sieglinde und die Gutrune.
Ihr Durchbruch gelang ihr am 2. Februar 1935, als sie durch eine Rundfunkübertragung der Walküre (wiederum in der Rolle der Sieglinde) an der Metropolitan Opera begeisterte. Es folgten zahlreiche Auftritte in New York, San Francisco und Chicago, meist in Werken von Wagner, aber auch in Beethovens Fidelio. Dirigenten waren u. a. Eugene Ormandy und Hans Lange. Mit ihr besetzte Wagner-Opern wurden bis zu viermal pro Woche am Broadway aufgeführt. 1936 sang sie die Isolde im Royal Opera House Covent Garden in London. Begeistert aufgenommen wurden auch ihre Auftritte am Royal Opera House unter der Leitung von Fritz Reiner und Wilhelm Furtwängler. Ihre Interpretation der Isolde unter Furtwängler gilt bis heute als unerreicht.
Mit Lauritz Melchior bildete sie die unangefochten beste Besetzung des Protagonistenpaars in Tristan und Isolde in den 1930er Jahren: bei allen 48 Vorstellungen dieser Oper an der New Yorker Met zwischen 1935 und 1941 sangen die beiden die Titelrollen.
1941 zog Kirsten Flagstad zurück zu ihrem Ehemann nach Norwegen, wo sie bis zum Ende des Krieges blieb. Sie gilt als unbelastet, hatte sie doch nie vor deutschen Besatzern gesungen, privat hingegen für Widerständler. Ihr Mann wurde nach dem Krieg wegen Geschäftsbeziehungen mit Deutschen inhaftiert und verstarb wenig später.

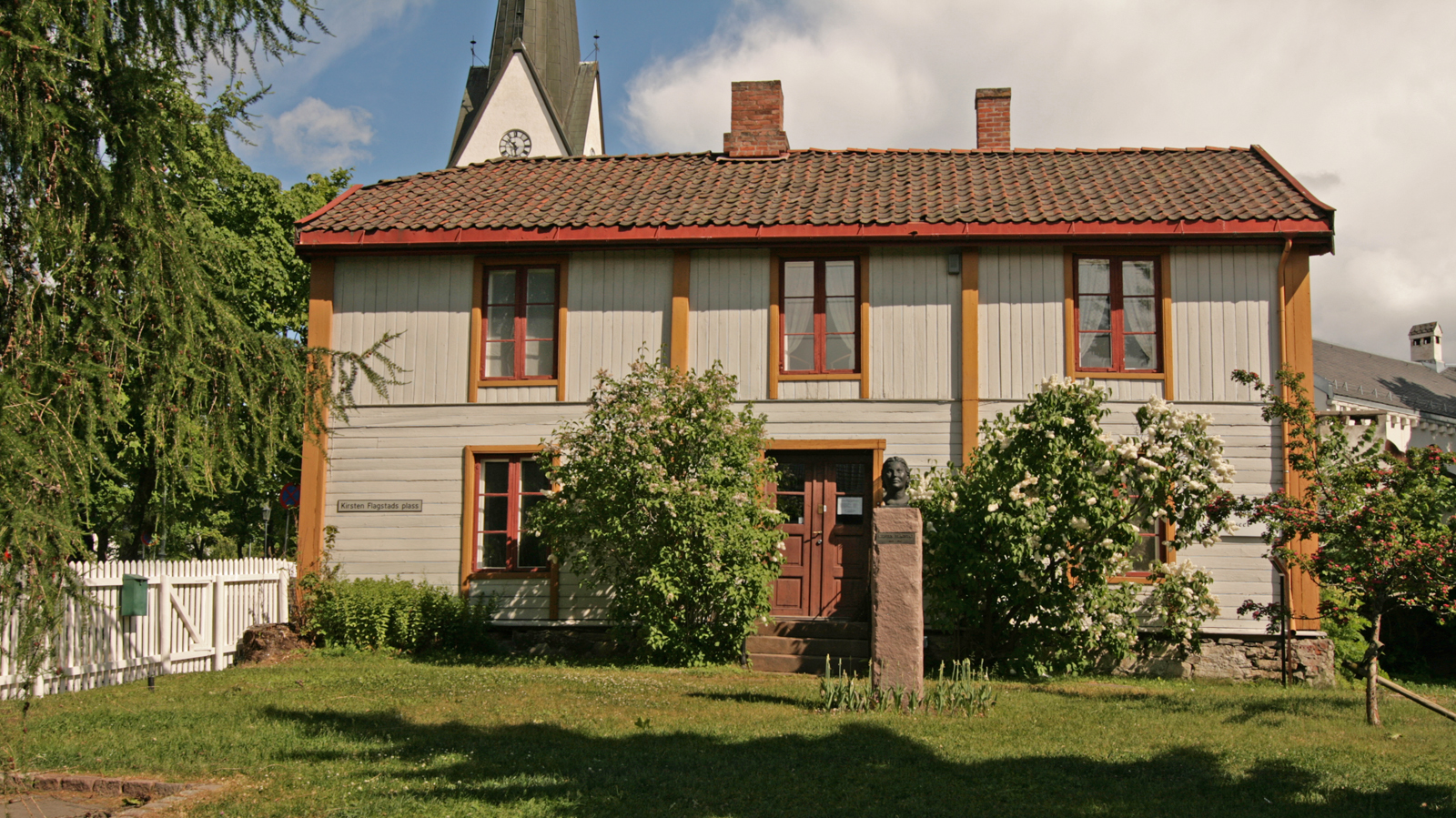
Die Strandstua, das Geburtshaus Kirsten Flagstads und älteste Gebäude Hamars, dient heute als Museum

Nach dem Krieg setzte sie ihre Karriere mit zahlreichen Auftritten fort und war wieder viel in England und in den USA engagiert, wo ihr allerdings erfundene Vorwürfe der Nazifreundlichkeit von Seiten norwegischer Einwanderer gemacht wurden. Am 22. Mai 1950 war sie in London die Solistin in der Uraufführung von Richard Strauss’ Vier letzten Liedern unter Wilhelm Furtwängler. Im März und April desselben Jahres sang sie unter Furtwängler an der Mailänder Scala die Brünnhilde in Wagners Ring des Nibelungen. 1952 verkörperte sie 57-jährig in London die Titelrollen in Glucks Alceste und Purcells Dido and Aeneas ohne Bezahlung, um das Mermaid-Theatre zu unterstützen. Nach ihrem Rückzug von der Bühne 1957 wurde sie von 1958 bis 1960 künstlerische Leiterin der Norwegischen Oper in Oslo.
In  Hamar, ihrer Geburtsstadt wurde 1985 ein Kirsten-Flagstad-Museum eröffnet, das sich auch die objektive Aufarbeitung der im Nachkriegsnorwegen erhobenen Vorwürfe und des Fehlverhaltens offizieller Stellen ihres Heimatlandes ihr gegenüber zum Thema gemacht hat. Auf ihren eigenen Wunsch hin wurde sie nach ihrem Krebstod auf einem anonymen Gräberfeld (in Norwegen als Minnelund nicht ungewöhnlich) in Oslo bestattet. Ihre Nachfahren leben nicht in Norwegen.
Norwegen ehrte sie mit einer Abbildung auf dem 100-Kronen-Schein und auf den nationalen Flugzeugen. Der Platz vor der neuen Oper in Oslo, die einem Eisberg gleicht und ins Wasser gebaut wurde, erhielt den Namen „Kirsten Flagstad plass“. Hier steht auch eine Statue von ihr.

## Wirkung
Flagstad gilt als eine der größten Opernsängerinnen des 20. Jahrhunderts, von keiner anderen Sängerin ihrer Generation gibt es heute noch so viele CDs im Handel wie von ihr. Besonders die Flexibilität ihrer Stimme, ihre Interpretation des Wechsels zwischen heroischen und zarten Passagen, wurde gelobt. Ihre Stimme war voll und kräftig und zugleich geschmeidig und glanzvoll.